# Foale-Nunatak
Der Foale-Nunatak ist ein Nunatak im ostantarktischen Mac-Robertson-Land. In den Prince Charles Mountains ragt er 6 km ostnordöstlich der Moore Pyramid an der Nordflanke des Scylla-Gletschers auf. 
Luftaufnahmen der Australian National Antarctic Research Expeditions aus dem Jahr 1965 dienten seiner Kartierung. Das Antarctic Names Committee of Australia benannte ihn nach Ronald Alan Foale (1937–2017), Funker auf der Davis-Station im Jahr 1963.